# 후쿠하라 코헤이
후쿠하라 코헤이(일본어: 福原耕平, 1982년 5월 8일~)는 일본의 남자 성우다.

## 출연 작품

### TV 애니메이션
2010년
- 크게 휘두르며 여름대회편(사쿠라 다이치)

### OVA
2006년
- 프리덤(고슈)

### 극장판
2007년
- 스트레인저 무황인담(스이신)